# Forêt ancienne du mont Wright
Le parc de la forêt ancienne du mont Wright est un parc public et une aire protégée à Stoneham-et-Tewkesbury au Québec (Canada). Il est situé sur le bord de la route 175 à 30 kilomètres au nord de la ville de Québec à l'entrée de la Réserve faunique des Laurentides, en direction de la région de Saguenay–Lac-Saint-Jean.
Le parc est la propriété de la municipalité des cantons-unis de Stoneham et Tewkesbury qui a acquis ce site, autrefois privé, par la voie d’un legs testamentaire en 1979. Il porte le nom des anciens propriétaires.
Le territoire du mont Wright a été reconnu comme écosystème forestier exceptionnel (EFE) en 1997 par le ministère des Ressources naturelles, de la Faune et des Parcs du Québec.

## Histoire
C'est en 1842, en reconnaissance des services rendus à la royauté, que le gouvernement britannique accorda une grande concession, située à Stoneham, au militaire écossais Thomas Wright. Plusieurs générations de Wright y vécurent et occupèrent une petite habitation et ce jusqu'au décès du dernier survivant de la famille: Sydney Wright en 1972.

À ce moment 2 testaments furent trouvés. Un premier où il léguait ces terres à la municipalité de Stoneham et où il stipulait qu'il désirait que le site reste à l'état naturel et devienne un parc à la mémoire de sa famille. Dans un second testament le site était légué à un ami de la famille, un marchand de bois et ce sans condition. Celui-ci ayant manifesté l'intention d'en faire l'exploitation forestière, un long processus juridique fut alors entrepris par la municipalité afin de faire valoir ses droits et protéger l'écosystème. Ce n'est que sept ans plus tard que la Cour suprême du Canada rendit son jugement en faveur de la municipalité. Celle-ci en prit aussitôt possession et en fit un parc de conservation qui ne fut finalement ouvert au public qu'en 2002 après qu'on y eut effectué des aménagements avec l'aide de l'Association forestière des deux rives.

## Relief

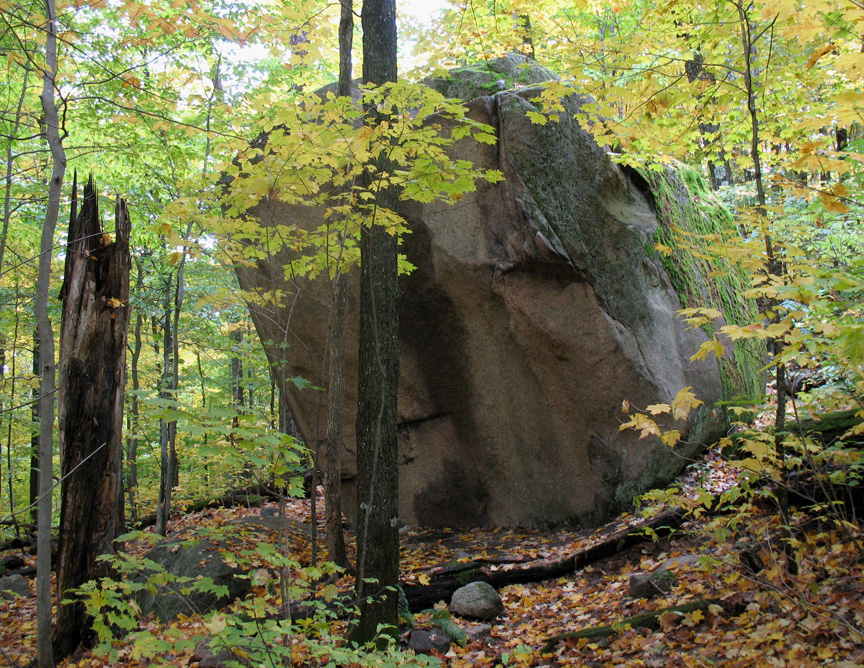
Un des nombreux rochers du mont Wright

Le relief du parc est typique à celui de la région soit de haut sommets entrecoupés de vallées étroites. Le mont Wright, d'une hauteur de 483m est presque entièrement couvert par des pentes inférieures à 30 % sauf dans sa partie ouest où les pentes peuvent atteindre 75 % d'inclinaison. Ce versant de la montagne est jonché de nombreux blocs rocheux provenant de l'écroulement d'une partie de la paroi rocheuse de la montagne. Il existe aussi de nombreuses falaises sur son versant sud.

## Géologie
La région du mont Wright fait partie du bouclier canadien et les assises du mont sont constituées de granit et de gneiss. La montagne n'a pas été aplanie lors du pléistocène car ces roches sont constituées de minéraux très résistants tels que le quartz et le feldspath. 

## La forêt
Cet ensemble forestier occupe un territoire de 190 hectares, soit 1,9 km². Le mont Wright abrite deux forêts anciennes : une érablière à bouleau jaune et hêtre d'Amérique et une bétulaie jaune à sapin reconnues comme écosystèmes forestiers exceptionnels par le ministère des Ressources naturelles et de la Faune du Québec. La raison de cette reconnaissance est que ces écosystèmes n'ont jamais fait l'objet d'une coupe forestière et qu'ainsi plusieurs peuplements ont atteint une pleine maturité.

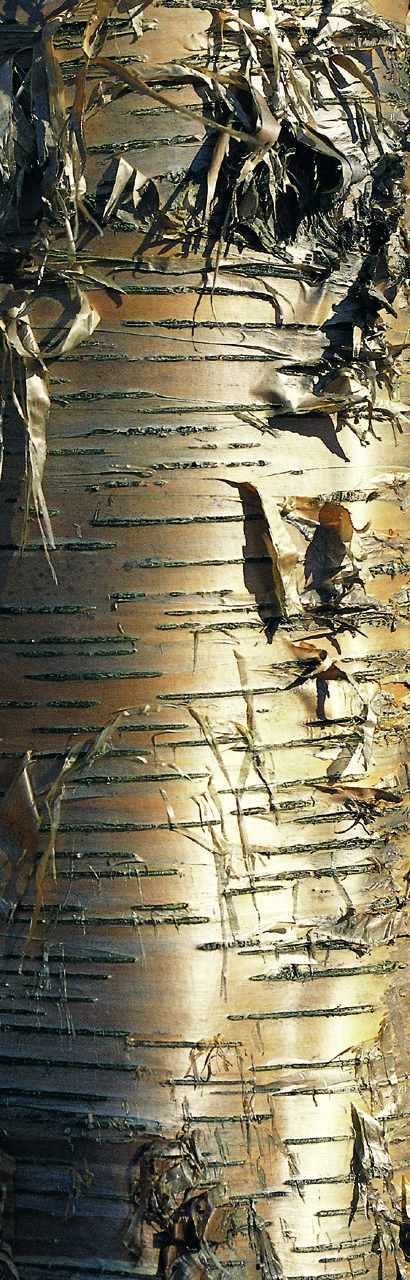
Écorce de bouleau jaune

### Bouleau jaune

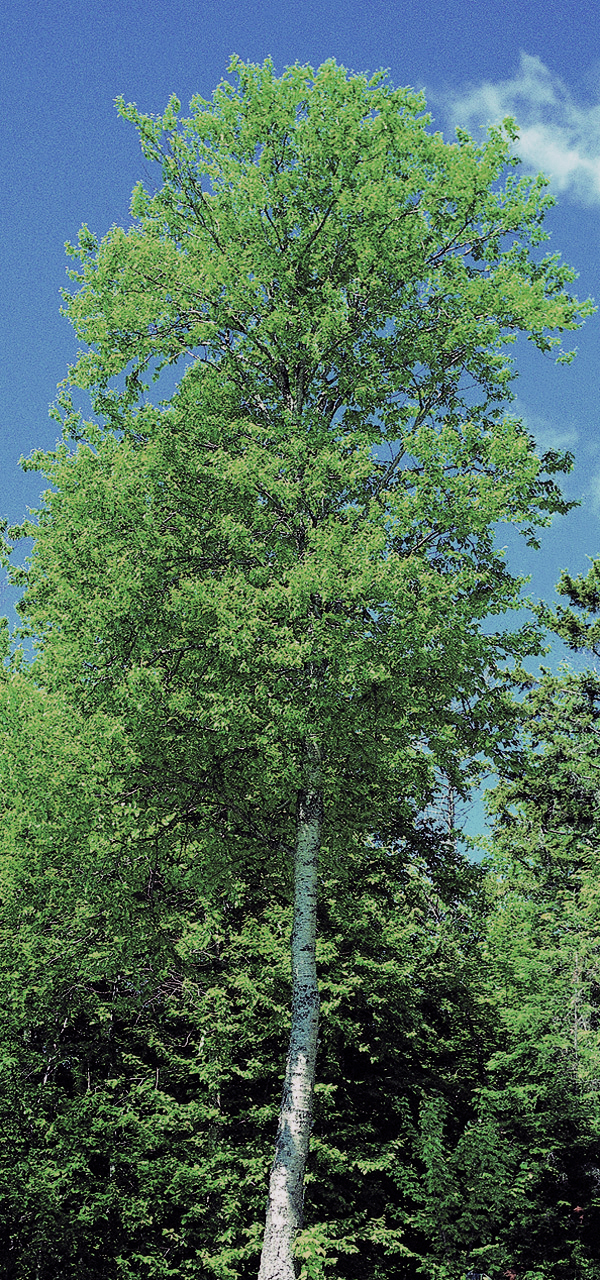
Bouleau jaune

Les bouleaux jaunes sont présents dans une érablière à bouleau jaune et hêtre d'une superficie de 101,7 ha ainsi que dans une bétulaie jaune à sapin baumier de 16,4 ha. Certains bouleaux jaunes atteignent une hauteur de 30 mètres et ont un diamètre de 142 centimètres. Notons aussi que certains de ceux répertoriés au mont Wright atteignent l'âge respectable de 270 ans, ce qui est exceptionnel. La sauvegarde du bouleau jaune (appelé familièrement merisier au Québec) et de son habitat est essentielle car l'arbre a été choisi par le Gouvernement du Québec comme étant l'arbre emblématique de la province.

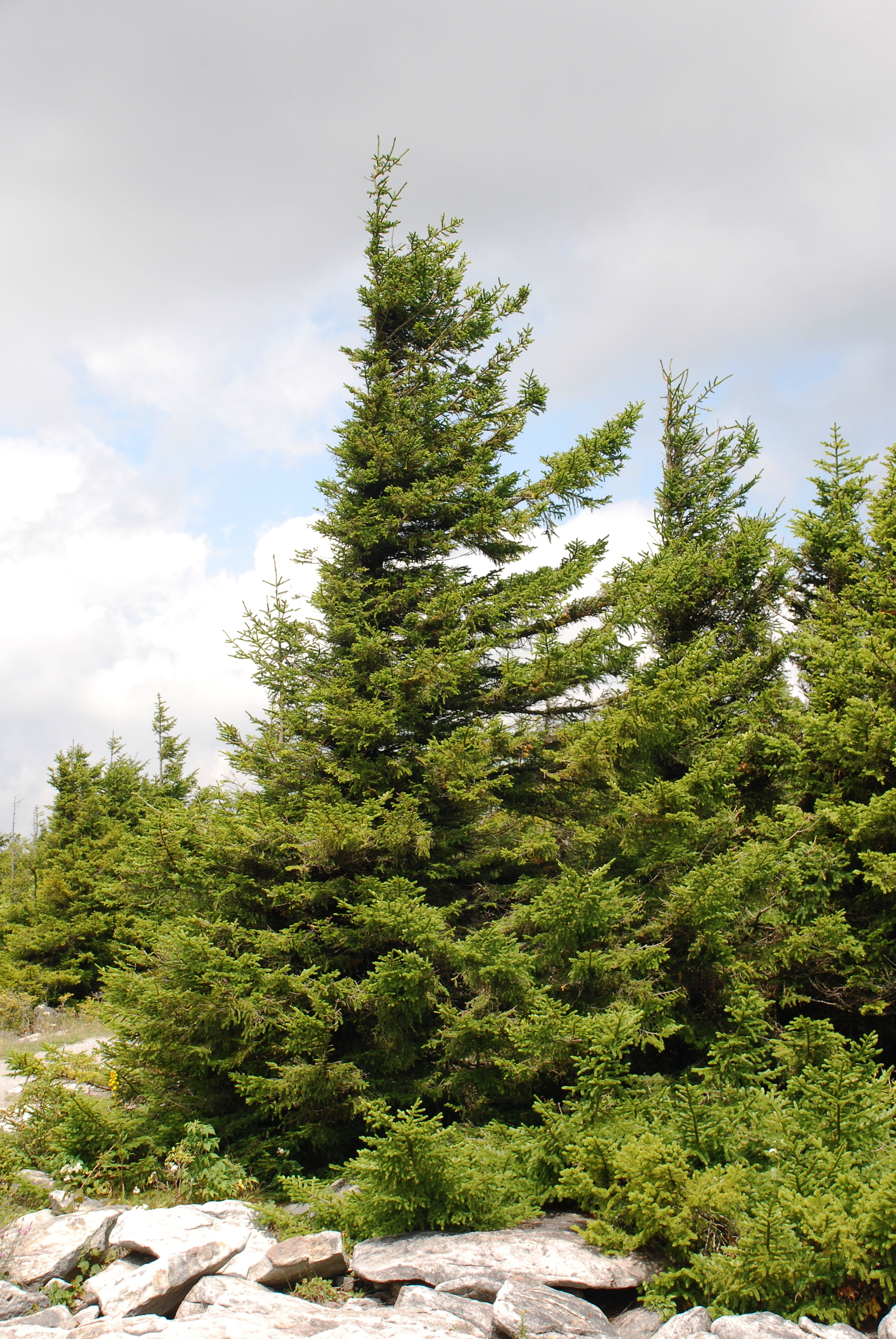
Épinette rouge

### Épinette rouge
Les épinettes rouges sont présentes dans une pessière de 32,8 ha et une sapinière de 25,6 ha. La pessière figure sur des pentes abruptes au sommet de la montagne. Dans ce milieu, le sol est mince et le drainage rapide. Les épinettes rouges peuvent y atteindre une hauteur de 18 mètres et un diamètre moyen de 30 à 40 cm. Certains de ces arbres ont 245 ans d'âge. Dans la sapinière située en bas de pente, les épinettes n'ont guère plus de 70 ans à cause de la proximité de l'ancienne résidence familiale et des activités agricoles qui s'y pratiquaient à une certaine époque.

### Autres peuplements
Finalement, notons qu'on trouve dans cette forêt un peuplement composé de feuillus intolérants qui est d'une superficie de 12,6 ha. Celui-ci n'a guère plus de 30 ans et est qualifié de non homogène car le terrain était utilisé il n'y a pas si longtemps pour fin d'agriculture, de pâturage ainsi que comme voie d'accès.

## La faune
Le parc de la forêt ancienne du Mont Wright constitue un habitat idéal pour de nombreux animaux:
- Ours noir
- Orignal
- Cerf de Virginie
- Renard roux
- Coyote
- Porc-épic
- Raton laveur
- Hermine
- Lièvre d'Amérique
- Souris à pattes blanches
- Grande musaraigne
- Crapaud d'amérique
- Grenouille
- Rainette crucifère
- Salamandre cendrée
- Couleuvres rayées et vertes

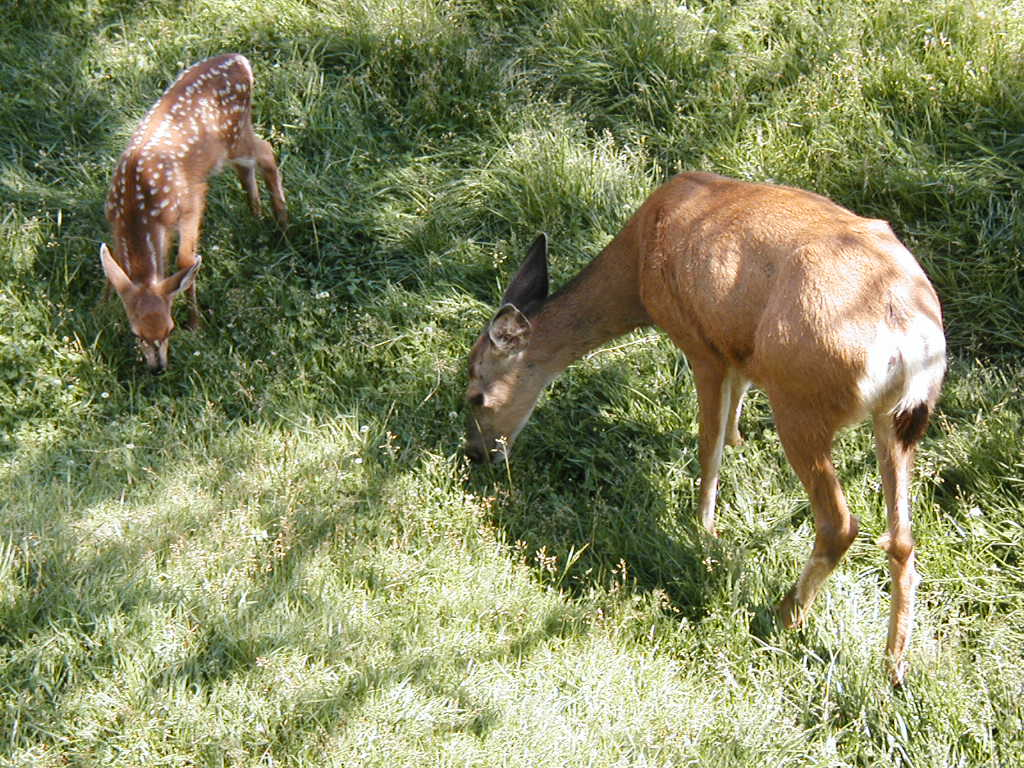
Cerf de virginie

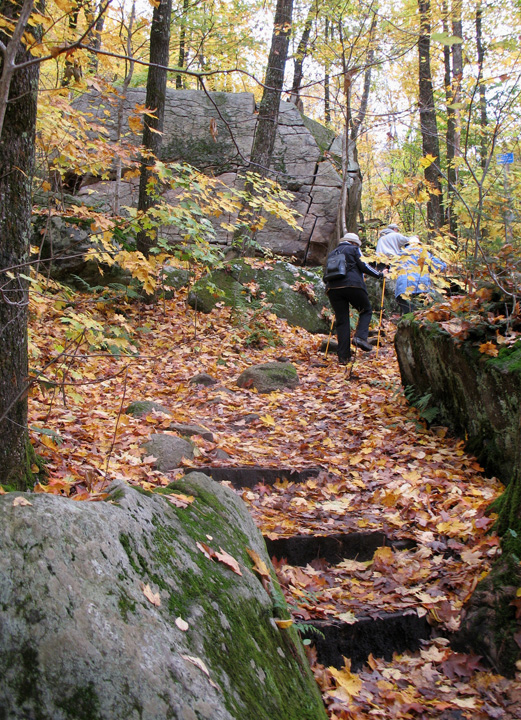
En parcourant le mont Wright

- Oiseaux: Cardinal à poitrine rose, Tangara écarlate, Grive solitaire, Merle d'Amérique, Chouette rayée, Épervier brun, Buse à queue rousse, pic.

## Activités

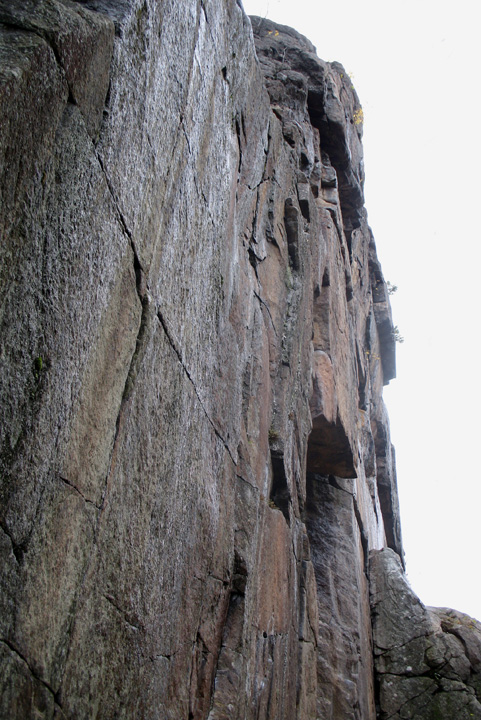
Paroi d’escalade au mont Wright

### Sentiers pédestres
Des sentiers pédestres d'une longueur totale de 6,5 km ont été aménagés dans le parc. Des panneaux d’interprétation portant sur l’histoire de la famille Wright, sur celle de la municipalité de Stoneham-et-Tewkesbury, sur les écosystèmes forestiers exceptionnels ainsi que sur le maintien de l’intégrité écologique ont été réalisés dans les différents sentiers du parc. En hiver, les sentiers peuvent être parcourus en raquette.

### Escalade

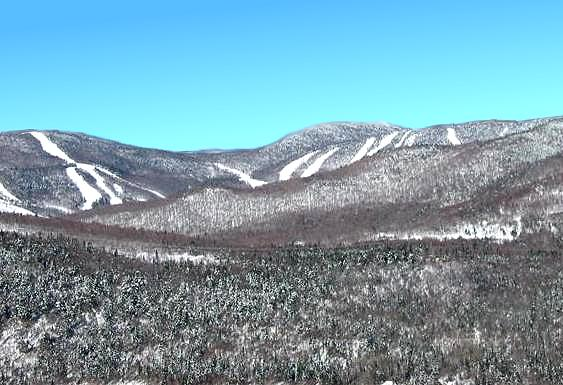
Le centre de ski de Stoneham vu du sommet du mont Wright en hiver

On peut exercer l'escalade sur le mont Wright (483 mètres). Le site est utilisé principalement pour l'initiation de nouveaux grimpeurs et accredité par la Fédération d'escalade et de montagne du Québec.

### Belvédère
Une ancienne aire de lancement de deltaplanes qui était abandonnée a été sécurisée. Elle est maintenant utilisée comme belvédère, ce qui permet d'avoir un point de vue direct sur la municipalité et les montagnes avoisinantes.

### Activités proscrites
Afin de sauvegarder le milieu naturel, il est interdit d'utiliser un vélo de montagne ou un véhicule motorisé dans le parc.